# William Carlos Williams
William Carlos Williams (Rutherford, Nova Jersey, 17 de setembro de 1883 — 4 de março de 1963) também conhecido como WCW foi um poeta estadunidense associado aos movimentos do modernismo e do imagismo, além de médico pediatra. Filho de pai inglês e mãe porto-riquenha, atendia gratuitamente aos desfavorecidos em seu consultório.

## Poesia
Desenvolveu uma poesia altamente objetiva, carregada de imagens visuais à moda das poesias japonesa e chinesa, além de ser amplamente responsável pela simplificação da linguagem literária norte-americana, o que o aproxima do imagismo. Em seu viés modernista, utilizou um inglês coloquial em seus poemas, tendo influenciado poetas da  Geração Beat, como Gary Snyder, tendo prefaciado "O Uivo" (Howl), de Allen Ginsberg e tendo sido amigo pessoal de Kenneth Rexroth, usualmente considerado como o pai daquele movimento. 
"The red wheelbarrow", O carrinho de mão vermelho, é seu poema mais citado, sendo usado para listar o poeta como imagista, rótulo ao qual ele rejeitou.
Em maio de 1963, WCW foi postumamente homenageado com o Prémio Pulitzer de Poesia por Pinturas de Brueghel e outros poemas (1962).

## Obras
Coleções de poesia
- Poems' (1909)
- The Tempers (1913)
- Al Que Quiere! (1917)
- Sour Grapes (1921)
- Spring and All (1923)
- Go Go (1923)
- The Cod Head (1932)
- Collected Poems, 1921-1931 (1934)
- An Early Martyr and Other Poems (1935)
- Adam & Eve & The City (1936)
- The Complete Collected Poems of William Carlos Williams, 1906-1938 (1938)
- The Broken Span (1941)
- The Wedge (1944)
- Paterson Book I (1946); Book II (1948); Book III (1949); Book IV (1951); Book V (1958)
- Clouds, Aigeltinger, Russia (1948)
- The Collected Later Poems (1950; rev. ed.1963)
- Collected Earlier Poems (1951; rev. ed., 1966)
- The Desert Music and Other Poems (1954)
- Journey to Love (1955)
- Pictures from Brueghel and Other Poems (1962)
- Paterson (Books I-V num volume, (1963)

Prosa
- Kora in Hell: Improvisations (1920) - Improvisos prosa-poema.
- The Great American Novel (1923) - Um romance.
- Spring and All (1923) - Um híbrido de prosa e verso.
- In the American Grain (1925), 1967, repr. New Directions 2004 - Prosa sobre figuras e eventos históricos.
- A Voyage to Pagany (1928) - Romance.
- Novelette and Other Prose (1932)
- The Knife of the Times, and Other Stories (1932)
- White Mule (1937) - Romance.
- Life along the Passaic River (1938) - Contos.
- In the Money (1940) - Sequela de White Mule.
- Make Light of It: Collected Stories (1950)
- Autobiography (1951) W. W. Norton & Co. (1 fevereiro 1967)
- The Build-Up (1952) - Completa a "trilogia Stecher" começada com White Mule.
- Selected Essays (1954)
- The Selected Letters of William Carlos Williams (1957)
- I Wanted to Write a Poem: The Autobiography of the Works of a Poet (1958)
- Yes, Mrs. Williams: A Personal Record of My Mother (1959)
- The Farmers' Daughters: Collected Stories (1961)
- Imaginations (1970) - Uma coleção de cinco trabalhos iniciais anteriormente publicados.
- The Embodiment of Knowledge (1974) - Notas e ensaios filosóficos e críticos.
- Interviews With William Carlos Williams: "Speaking Straight Ahead" (1976)
- A Recognizable Image: William Carlos Williams on Art and Artists (1978)
- William Carlos Williams: The Doctor Stories - compilado por Robert Coles (1984)
- Pound/Williams: Selected Letters of Ezra Pound and William Carlos Williams (1996)
- The Collected Stories of William Carlos Williams (1996)
- The Letters of Denise Levertov and William Carlos Williams (1998)
- William Carlos Williams and Charles Tomlinson: A Transatlantic Connection (1998)
- The Humane Particulars: The Collected Letters of William Carlos Williams and Kenneth Burke (2004)

Teatro
- Many Loves and Other Plays: The Collected Plays of William Carlos Williams (1962)